# Les Petits Policiers
Les Petits Policiers (Lil' Crime Stoppers en version originale) est le sixième épisode de la septième saison de la série animée South Park, ainsi que le 102e épisode de l'émission.

## Synopsis
Les enfants jouent aux policiers pour résoudre des enquêtes fournies par les habitants de South Park, mais d'autres enfants s'amusant à faire semblant d'être agents du FBI les leur volent. Stan ne se décourage pas pour autant et continue le jeu.